# Camillo Mercalli
Camillo Mercalli (Savona, 18 luglio 1882 – Torino, 13 novembre 1974) è stato un generale italiano, pluridecorato veterano della guerra italo-turca, dove fu decorato con la medaglia di bronzo al valor militare, e della prima guerra mondiale, dove ricevette la croce di guerra al valor militare.
Durante il secondo conflitto mondiale fu comandante del IV Corpo d'armata sul fronte occidentale, e poi durante la Campagna di Grecia, e tra il 1941 e il 1942 fu Comandante Superiore delle F.F.A.A dell'Albania, e poi comandante del XXXI Corpo d'armata avente Quartier generale a Soveria Mannelli. Decorato con due medaglie d'argento al valor militare e con la croce di ufficiale dell'Ordine militare di Savoia.

## Biografia
Nacque a Savona il 18 luglio 1882, figlio di Antonio e Gabriella Marchesi Massimino, e si arruolò nel Regio Esercito partecipando alla guerra italo-turca, dove fu decorato con una Medaglia di bronzo al valor militare per essersi distinto durante il combattimento di Psithos, isola di Rodi, il 16 maggio 1912. Combatté anche durante la prima guerra mondiale, venendo decorato con una Croce di guerra al valor militare.
Tra il 1919 e il 1923 fu istruttore di tattica presso la Scuola di guerra dell'esercito a Torino. Il 5 settembre 1934 fu promosso al grado di generale di brigata, e divenne comandante della Brigata fanteria "Superga".  Nel 1937 divenne Capo di stato maggiore della 1ª Divisione fanteria "Superga", venendo promosso generale di divisione il 1 luglio dello stesso anno. Nel corso del 1938 assunse il comando della 26ª Divisione fanteria "Assietta". Il 21 dicembre 1939 assunse il comando del IV Corpo d'armata, venendo promosso generale di corpo d'armata il 1 gennaio 1940. Si trovava alla testa del IV Corpo d'armata, inquadrato nella 4ª Armata del generale Alfredo Guzzoni,  quando l'Italia entrò nella seconda guerra mondiale. Partecipò alla campagna contro la Francia, e poi alla guerra contro la Grecia. Sostituito dal generale Carlo Spatocco, tra il 29 novembre 1941 e il 30 settembre 1942 svolse l'incarico di Comandante Superiore delle F.F.A.A dell'Albania, avendo Quartier generale a Tirana. Dal 1º ottobre del 1942 fu sostituito dal generale Lorenzo Dalmazzo e rientrò in Patria, per assumere, nel dicembre dello stesso anno, l'incarico di comandante del XXXI Corpo d'armata con comando a Soveria Mannelli, operante in seno alla 7ª Armata del generale Mario Arisio. Il 5 settembre studiò un contrattacco al fine di respingere le forze alleata sbarcate in Calabria, e mantenere tassitivamente il possesso dell'Aspromonte, ma il tentativo fallì per l'ordine emesso dal Feldmaresciallo Albert Kesselring alla 15. Panzergrenadier-Division di ritirarsi a Castrovillari al fine di contrastare un temuto sbarco alleato nel Golfo di Taranto. Dal dicembre 1943 divenne presidente del Tribunale Supremo Militare per le terre liberate, e dal luglio 1944, fu distaccato presso il Ministero della Guerra rimanendovi fino al 18 luglio 1955, data del suo congedo assoluto. Si spense il 13 novembre 1974 a Torino.

### Annotazioni
1. ↑  Il XXXI Corpo d'armata, schierato in Calabria, contava sulla 104ª Divisione fanteria "Mantova", e sulle 211ª, 212ª, 213ª e 214ª Divisioni costiere, oltre a reparti e servizi minori.

### Fonti
1. ↑  Del Boca 2010, p. 171.
2. ↑  Pettibone 2010, p. 142.
3. 1 2 3  Pettibone 2010, p. 79.
4. ↑  Pettibone 2010, p. 89.
5. 1 2  Bassetti 2009, p. 108.
6. 1 2  Di Capua 2005, p. 151.
7. ↑  Sito ufficiale del Quirinale.
8. ↑  Gazzetta Ufficiale del Regno d'Italia n.178 del 30 luglio 1941, pag.22.
9. ↑   Bollettino ufficiale delle nomine, promozioni e destinazioni negli ufficiali e sottufficiali del R. esercito italiano e nel personale dell'amministrazione militare, 1941,  p. 83. URL consultato il 22 agosto 2019.